# Straßenbahn St. Albans (Vermont)
| Straßenbahn St. Albans (Vermont) | Straßenbahn St. Albans (Vermont) |
| -------------------------------- | -------------------------------- |
| Main Street in St. Albans, 1909  |                                  |
| Spurweite:                       | 1435 mm (Normalspur)             |
|                                  |                                  |

Die Stadt St. Albans im US-Bundesstaat Vermont hatte von 1901 bis 1921 einen Straßenbahnbetrieb.

## Geschichte
Im November 1892 gründeten 18 Unternehmer aus der Region die St. Albans Street Railway Company. Da nicht genügend Geld aufgebracht werden konnte, um eine Konzession zu beantragen, wurden einige Jahre später Investoren aus Massachusetts hinzugeholt und die Gründung der Gesellschaft am 2. November 1900 wiederholt. Erster Präsident der Bahn wurde Elmer E. Carpenter. Im Frühjahr 1901 begannen die Bauarbeiten. Am 4. Juli 1901 ging der erste Abschnitt der Bahn in Betrieb. Die stadtseitige Endstelle befand sich am Exchange Hotel in der Lake Street zwischen den Kreuzungen Pine Street und Maple Street, unmittelbar westlich des Bahnübergangs der Bahnstrecke Essex Junction–Rouses Point. Damals überquerten die Lake Street 21 Gleise, da die Straße mitten über den heute überbauten Güterbahnhof der Stadt verlief. Von dort führte die Strecke nach Westen bis zum Ufer des Lake Champlain in der Siedlung St. Albans Bay. Die Strecke war 4,60 Kilometer lang.
Ein Jahr später, am 3. Juli 1902 ging der Rest der projektierten Strecke in Betrieb. Sie führte vom Exchange Hotel über den Bahnübergang, der auf Kosten der Straßenbahn gesichert werden musste, durch St. Albans hindurch nach Swanton, eine Streckenlänge von 14,44 Kilometern. Zusätzlich ging ein 1,41 Kilometer langer Abzweig in der South Main Street in St. Albans in Betrieb. An der Abzweigstelle am American House (Kreuzung Main Street/Lake Street) entstand ein Gleisdreieck. Die Gesamtstreckenlänge des Betriebs belief sich somit auf 20,45 Kilometer. An zwei Bahnübergängen, nämlich in der Lake Street und an dem mit der Bahnstrecke St. Albans–Richford in der North Main Street, befanden sich Verbindungsgleise zur Eisenbahn, die im Güterverkehr genutzt wurden.
Bereits 1905 musste die Bahngesellschaft in Konkurs gehen. Am 2. September des Jahres wurden einer der bisherigen Direktoren, Fuller Smith, sowie Walter H. Vorce zu Konkursverwaltern ernannt. Als erste Maßnahme wurde das bahneigene Kraftwerk stillgelegt und der Strom fortan aus Fairfax Falls von der Vermont Power and Manufacturing Company gekauft. Walter Vorce war einer der Präsidenten dieses Kraftwerksbetreibers. Am 27. April 1912 wurde die Bahngesellschaft versteigert und schließlich als St. Albans and Swanton Traction Company neu aufgestellt. Präsident wurde der frühere Schatzmeister W. R. Dame.
Die Beförderungszahlen sanken nach dem Ende des Ersten Weltkriegs rapide, sodass mit dem Ende der Sommersaison am 30. August 1921 der durchlaufende Linienbetrieb über den Bahnübergang Lake Street mit seinen 21 Gleisen eingestellt wurde. Fahrgäste mussten nun umsteigen und den Bahnübergang fußläufig überqueren. Am 11. November des gleichen Jahres fuhren die letzten Straßenbahnen durch St. Albans. Die Strecke blieb zunächst betriebsfähig, jedoch zeigte niemand Interesse, die Bahn zu übernehmen. Am 2. Oktober 1922 ging die Gesellschaft in Konkurs und der Konkursverwalter P. E. Sullivan verkaufte die Fahrzeuge an die Straßenbahn Burlington. Die Gleise und Fahrleitungsanlagen wurden im Sommer 1923 abgebaut und das Depot an einen Autohändler verkauft.

## Streckenverlauf
Die Strecke war eingleisig mit Ausweichen und in Normalspur gebaut. Die Endstelle der Bahn in Swanton lag nahe dem Postamt am Merchants Square (Kreuzung Merchants Row/Canada Street/Grand Avenue). Von hier lag das Gleis in Mittellage der Grand Avenue. Bei Streckenkilometer 0,77 befand sich der Bahnübergang der Bahnstrecke Lunenburg–Maquam. Die Bahnstrecke Fonda Junction–Iberville überquert Straße und Straßenbahn bei Streckenkilometer 1,63 auf einer Brücke. Nahe dieser Brücke schwenkte die Straßenbahnstrecke in Seitenlage und verlief nun am östlichen Straßenrand weiter entlang des heutigen U.S. Highway 7. Kurz darauf überquert die Trasse auf der John's Bridge den Missisquoi River bei Kilometer 1,80. Bei Kilometer 2,72 stand ein Unterwerk der Bahnstromversorgung. Die erste Ausweiche der Strecke lag am Streckenkilometer 3,32.
Im weiteren Verlauf der Strecke befand sich bis in die Mitte der 1910er Jahre der Bahnübergang eines Anschlussgleises der Eisenbahn zu einem Steinbruch. Dieses Gleis kreuzte die Straßenbahn in etwa dort, wo der Highway 7 der Eisenbahntrasse am nächsten kommt, südlich des Abzweigs Fonda Junction. 6,86 Kilometer nach der Endstelle in Swanton, kurz nach dem Übergang des Steinbruchgleises, ist die zweite Ausweiche in Höhe des Postamts an der Kreuzung Bachand Road erreicht. Am Ball Park, dem früheren Sportplatz von St. Albans, in Höhe Kilometer 9,61, etwa 300 Meter nördlich der Kreuzung Jewett Avenue, befand sich die nächste Ausweiche, an der Verstärkungswagen bei Veranstaltungen endeten. Zusammen mit dem heutigen Highway 7 bog die Straßenbahnstrecke kurz darauf in die North Main Street in St. Albans ein. Am Bahnübergang der Bahnstrecke nach Richford befand sich früher die Stadtgrenze, und hier schwenkt das Straßenbahngleis wieder in Mittellage der Straße. An diesem Bahnübergang gab es auch eine Verbindungskurve zur Eisenbahn, und direkt südlich davon bei Streckenkilometer 12,55 lag der Betriebshof der Straßenbahn. Die Strecke verläuft nun in Mittellage der North Main Street bis zum American House am Kilometer 14,05, der zentralen Haltestelle der Straßenbahn in St. Albans. Hier zweigte das kurze Stichgleis in die South Main Street ab, das weder über eine Ausweiche noch über Gleisanschlüsse verfügte. Es konnte immer nur ein Wagen auf diesem Abzweig fahren. Das Gleisende dieses Abzweigs lag an der Kreuzung Freeborn Street.
Die Hauptstrecke verlief vom American House weiter in die Lake Street. Kurz nach dem Abzweig überquerte die Trasse den Güterbahnhof von St. Albans mit seinen 21 Gleisen. Zum dreizehnten Gleis dieses Übergangs von der Stadtseite aus wurde eine Verbindungskurve gebaut. Der erste, provisorische Betriebshof der Bahn befand sich am Streckenkilometer 15,10. Etwa 300 Meter weiter war die damalige Stadtgrenze erreicht und die Strecke schwenkte wieder in Seitenlage. Auf der nördlichen Straßenseite verlief sie nun bis zum Seeufer. Kurz nach der Kreuzung Bragham Road durchfuhr die Straße eine Senke. Um die steilen Abfahrten zu vermeiden, baute die Straßenbahn direkt neben der Straße eine Jochbrücke über die Senke. Die letzte Ausweiche der Strecke befand sich in Höhe Pelkey’s Farm bei Kilometer 16,79. In der Siedlung St. Albans Bay bog die Strecke zunächst ostwärts in die Georgia Shore Road ein, um dann in einem Bogen an das Seeufer zu führen. Sie endete direkt auf einer hölzernen Mole, wo Schiffe anlegten, die den Lake Champlain befuhren.

## Betriebsablauf

### Fahrplan
Mit Eröffnung der Strecke 1901 wurde ein 30-Minuten-Takt eingeführt, im Winter fuhren stündlich Bahnen. Die Verlängerung der Strecke nach Swanton 1902 brachte zunächst die Erweiterung des Takts auf 40 Minuten, kurz darauf jedoch fuhren vormittags nur noch alle 70 Minuten Bahnen und nachmittags alle 45 Minuten. Außerhalb des Sommers verkehrten durchgängig alle 70 Minuten Bahnen. Zusätzliche Fahrten wurden an Schultagen zwischen St. Albans und Swanton, bei Veranstaltungen im Ball Park sowie im Anschluss an Schiffe, die in St. Albans Bay anlegten, durchgeführt. Die Betriebszeit erstreckte sich von 6 Uhr morgens bis Mitternacht im Sommer und bis 22 Uhr im Winter. Der Abzweig durch die South Main Street wurde von den Wagen der Hauptlinie Swanton–St. Albans Bay mitbedient, die diesen „Abstecher“ in beide Richtungen machten. Die Gesamtfahrzeit betrug etwa 70 Minuten. Während des 70-Minuten-Taktes begegneten sich die beiden im Einsatz befindlichen Triebwagen am Betriebshof. Der Richtung Swanton fahrende Wagen fuhr dabei in den Betriebshof hinein, während der Wagen zur St. Albans Bay vorbeifuhr. Eine Ausweiche gab es hier nicht.
Der Takt an Sommernachmittagen wurde um 1906 auf 50 Minuten angehoben. 1912 mit Neuaufstellung der Bahngesellschaft fuhr ganzjährig nur noch alle 70 Minuten eine Bahn. Deutliche Einschränkungen gab es ab 1919, als mehrere Fahrten zur Mittagszeit gestrichen wurden und so teilweise nur alle 140 Minuten eine Bahn fuhr. Der letzte offizielle Fahrplan vom September 1921 sah auf der Linie nach Swanton vormittags einen 100-Minuten-Takt vor. Nachmittags verkehrten alle 90 Minuten Straßenbahnen. Zwischen Lake Street/Pine Street und St. Albans Bay pendelte stündlich ein Wagen.

### Güterverkehr
Über die beiden Gleisverbindungen zur Central Vermont Railway in St. Albans wurden Güterwagen der Eisenbahn auf die Straßenbahngleise übergeben, die mittels Straßenbahntriebwagen zu Industrieanliegern transportiert wurden. An der Lake Street wurden Güterwagen für St. Albans Bay übergeben. Aufgrund der Topographie konnten in Richtung Hafen zwei Güterwaggons an einen Triebwagen gekuppelt werden, auf der bergan führenden Strecke nach St. Albans jedoch nur einer. Da die Verbindungskurve zur Eisenbahn nicht elektrifiziert war und zu eng für eine Dampflok war, musste der Straßenbahntriebwagen an der Ausweiche Pelkey’s Farm umsetzen und schob den Güterwagen zur Lake Street in die Verbindungskurve, wo eine Rangierlok der Eisenbahn wartete.
Die Verbindung nahe dem Betriebshof war nicht so eng und so konnten sogar Dampfzüge über die Straßenbahngleise bis in die Innenstadt fahren. Zu Volksfesten wurde dies mit einem Paradezug aus offenen Personenwagen und der leichten Rangierlok 49 der Central Vermont praktiziert. Da die Kurven in die Lake Street sowie der Abzweig dort zu eng für die Dampflok waren, musste der Zug aus der Stadt wieder zum Verbindungsgleis am Betriebshof geschoben werden. Auch Güterwagen wurden über diese Verbindung transportiert.
Haupttransportgut war Heu, das in Swanton und in St. Albans Bay verladen und nach St. Albans auf die Eisenbahn transportiert wurde. Kohle wurde durch die Straßenbahn nach Swanton geliefert. In den ersten Betriebsjahren wurde auch Eis, das in der St. Albans Bay abgebaut wurde, über die Straßenbahn transportiert und entlang der Strecke verteilt. Das Eis wurde noch in der Bucht in Blöcke geschnitten und direkt von der Straßenbahn aus verkauft und auf Fuhrwerke verladen. Handelswaren, wie Bier, Obst, Gemüse und andere Lebensmittel, die per Schiff in St. Albans Bay ankamen, wurden ebenfalls mit der Straßenbahn in die Stadt transportiert und direkt zu den Läden entlang der Strecke geliefert.
Eine Besonderheit bei der Betriebsabwicklung gab es auf der Zweigstrecke entlang der South Main Street. Standen keine Lieferungen südlich der Welden Street an, fuhr die Bahn vom Hafen zunächst in die South Main Street, stieß nach der Ablieferung der Güter rückwärts wieder in die Lake Street und fuhr dann nordwärts. Wenn südlich der Welden Street geliefert werden sollte, wurde der Güterwagen zunächst in der Verbindungskurve aus der Lake Street in die South Main Street abgestellt, der Triebwagen umfuhr den Güterwaggon über das Gleisdreieck und schob dann den Güterwagen in die South Main Street, um direkt von dort dann nordwärts zu fahren.

### Betriebshöfe
Die Bahn hatte mit Eröffnung 1901 einen provisorischen Betriebshof an der Lake Street gepachtet, der sich östlich der Walnut Street auf der Nordseite der Straße befand. Mit Eröffnung des übrigen Streckenabschnitts ging der sechsgleisige Betriebshof in der North Main Street in Betrieb und das provisorische Depot an der Lake Street wurde geschlossen. Der neue Betriebshof beinhaltete eine Werkstatt zur Wagenwartung sowie den Hauptsitz der Bahngesellschaft. Die Ausfahrt aus dem Betriebshof führte in südliche Richtung.

## Fahrzeuge
Außer dem 1915 gekauften Schneepflug waren alle Fahrzeuge vierachsig. Der Straßenbahn standen folgende Fahrzeuge zur Verfügung:
| Wagen | Hersteller      | Baujahr | Ausstattung                                                    | Bemerkungen                                                                   |
| ----- | --------------- | ------- | -------------------------------------------------------------- | ----------------------------------------------------------------------------- |
| 1     | Osgood-Bradley  | 1901    | 28 Sitze, geschlossener Tw, kombinierter Personen-/Gepäckwagen |                                                                               |
| 2–3   | Laconia Car     | 1901    | 28 Sitze, geschlossene Tw                                      | Tw 3 1920 nach Unfall abgestellt                                              |
| 10–12 | Laconia Car     | 1901    | 75 Sitze, offene Tw                                            |                                                                               |
| 14    | John Stephenson | 1901    | 75 Sitze, offener Tw                                           |                                                                               |
| 15–16 | John Stephenson | 1901    | 60 Sitze, offene Beiwagen                                      | um 1908 in Triebwagen umgebaut                                                |
| 20    | Laconia Car     | 1901    | flacher Güterbeiwagen                                          |                                                                               |
| 21    | Laconia Car     | 1901    | Arbeits- und Gütertriebwagen                                   | ab 1916 auch als Schneepflug eingesetzt                                       |
| ?     | Peckham         | 1901    | Schneepflug                                                    | 1915 an die Grand Trunk Railway verkauft                                      |
| ?     | Taunton         | ?       | Schneepflug                                                    | 1915 von der Straßenbahn Springfield (Massachusetts) gekauft, 1916 abgestellt |

Die Personenfahrzeuge waren anfangs kastanienbraun mit crémefarbenen Seitenstreifen. Der Arbeitstriebwagen 21 wurde wie 1912 auch alle anderen Fahrzeuge gelb gestrichen.